# 13583 Bosret
13583 Bosret eller 1993 TN18 är en asteroid i huvudbältet som upptäcktes den 9 oktober 1993 av den belgiske astronomen Eric W. Elst vid La Silla-observatoriet. Den är uppkallad efter kompositören Nicolas Bosret.